# Diego Yépez
Diego Jónathan Yépez Arellano (* 13. September 1989 in Guadalajara) ist ein ehemaliger mexikanischer Bahn- und Straßenradrennfahrer.
Diego Yépez begann seine Karriere 2008 bei dem mexikanischen Continental Team Tecos de la Universidad Autónoma de Guadalajara. 2011 errang er bei den Panamerikanischen Meisterschaften gemeinsam mit Cristian Medina die Bronzemedaille im Zweier-Mannschaftsfahren. 2103 wurde er mit José Ramón Aguirre panamerikanischer Meister im Zweier-Mannschaftsfahren und belegte mit José Alfredo Aguirre, José Ramón Aguirre und Edibaldo Maldonado in der Mannschaftsverfolgung Platz drei. Bei den Zentralamerika- und Karibikspielen 2014 gewann er zweifaches Silber, im Scratch sowie in der Mannschaftsverfolgung (mit Ignacio de Jesús Prado, Jose Ramon Aguirre und Ignacio Sarabia).
Bis 2015 wurde Yépez mindestens sechs Mal mexikanischer Meister in verschiedenen Disziplinen auf der Bahn. Anschließend beendete er seine Radsportlaufbahn.

## Erfolge – Bahn
2011
- Panamerikameisterschaft – Madison (mit Cristian Medina)

2012
- Mexikanischer Meister – Mannschaftsverfolgung (mit José Alfredo Aguirre, José Ramón Aguirre und Edibaldo Maldonado)
- Mexikanischer Meister – Punktefahren
- Mexikanischer Meister – Scratch

2013
- Panamerikameisterschaft – Mannschaftsverfolgung (mit José Alfredo Aguirre, José Ramón Aguirre und Edibaldo Maldonado)
- Panamerikameisterschaft – Madison (mit José Ramón Aguirre)
- Mexikanischer Meister – Mannschaftsverfolgung (mit José Alfredo Aguirre, José Ramón Aguirre und Edibaldo Maldonado)
- Mexikanischer Meister – Madison (mit José Ramón Aguirre)
- Mexikanischer Meister – Scratch

2014
- Zentralamerika- und Karibikspiele – Scratch, Mannschaftsverfolgung (mit Ignacio de Jesús Prado, José Ramón Aguirre und Ignacio Sarabia)
- Mexikanischer Meister – Mannschaftsverfolgung (mit José Ramón Aguirre, Luis Macías und Ignacio Sarabia)

## Teams
- 2008 Tecos de la Universidad Autónoma de Guadalajara